# Маркович, Милле
Милентие (Милле) Маркович (серб. Милентије Миле Марковић, швед. Mille Marković; 11 июня 1961, Крагуевац — 23 января 2014, Стокгольм) — шведский боксёр и преступник сербского происхождения, владелец секс-клуба, гангстер. Убит выстрелом в голову 23 января 2014 года в Ульвсунде, районе Стокгольма.

## Биография
Мать Милле погибла, когда ему было три или четыре года. Он уехал со своим отцом в Швецию и получил шведское гражданство в 1982 году. Маркович был боксёром и выступал как на любительском, так и на профессиональном уровнях. В 1977 году он в возрасте 16 лет выиграл чемпионат Швеции в категории легчайшего веса, а на профессиональном уровне выступал в категории полусреднего веса. В 1989 году Милле ушёл из профессионального бокса.

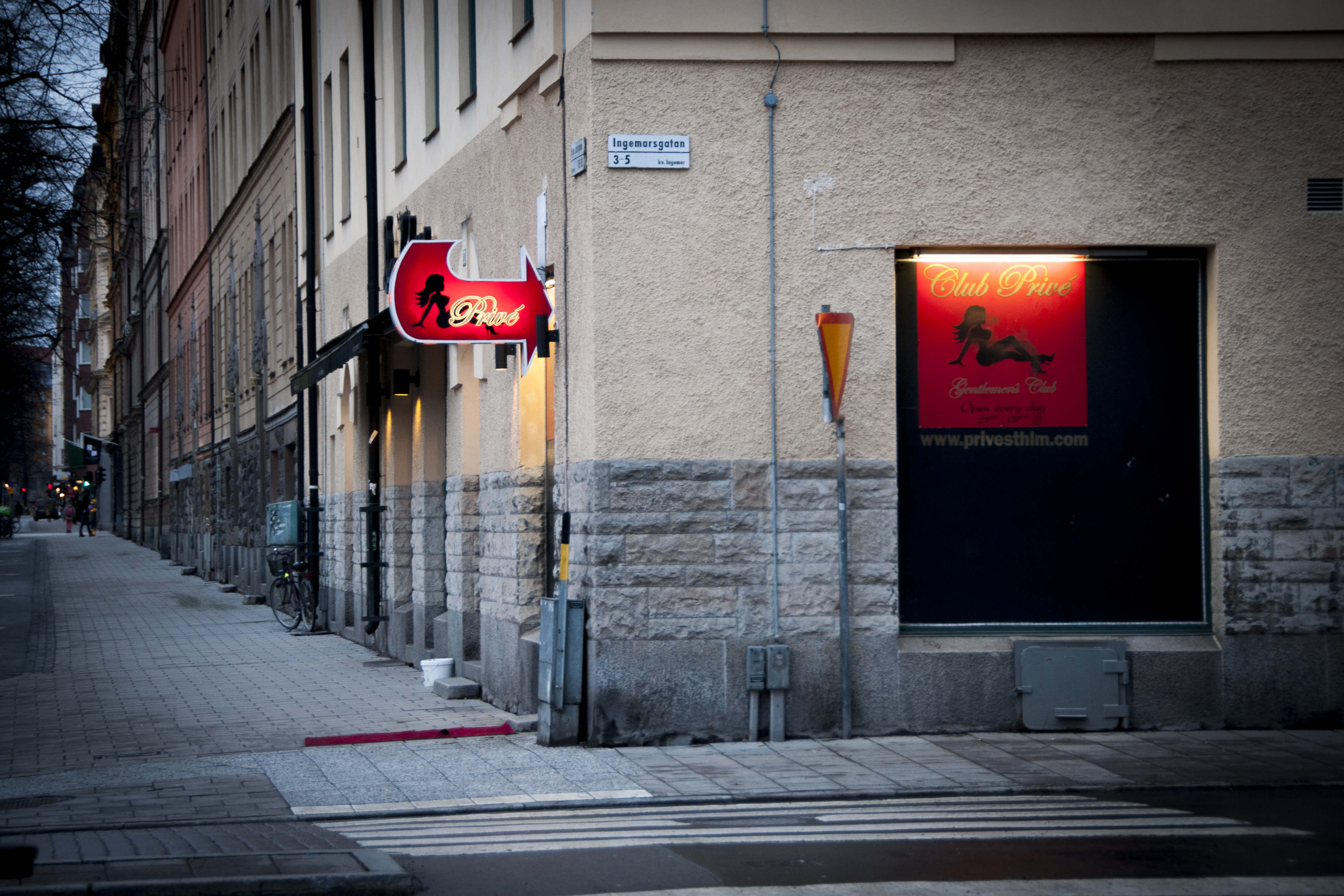
Club Privé в Стокгольме, ранее принадлежавший Марковичу

После окончания своей спортивной карьеры в 1990-е годы открыл секс-клуб «Club Privé», владельцем которого вскоре стал бывший полицейский Любомир Пилипович, а затем хоккеист Михаэль Бадельт. Марковича с тех пор обвиняли неоднократно в совершении различных преступлений: так, в июне 1995 года он был приговорён к году тюрьмы за попытку вымогательства и нанесения телесных повреждений. Также Маркович в то время оборудовал скрытыми камерами комнату в своём клубе, рассчитывая заманивать туда знаменитостей, заснять на видео то, как они употребляют наркотики или занимаются сексом, а затем использовать материал для шантажа и вымогательства денег.
В 2008 году ему предъявили обвинения в неуплате налогов, торговлей наркотиками и оружием, а также сбыте краденых товаров. В конце 2009 года предъявили ещё два обвинения в торговле наркотиками и нападении на человека, в 2011 году — в мошенническом получении социальных пособий по безработице и болезни, а в 2013 году — в подстрекательстве и планировании убийства, назначенного 10 мая 2013 года по договорённости с Михаэлем Бадельтом. Однако обвинения в связи с убийством были сняты после того, как один из свидетелей отказался от своих показаний.
Маркович стал одним из людей, чьи материалы и рассказы послужили основой для написания книги «Карл Густав — монарх поневоле» (швед. Carl XVI Gustaf — den motvillige monarken) авторства шведского журналиста Томаса Шеберга в соавторстве с Деане Раушер и Туве Мейер, опубликованной в ноябре 2010 года. Маркович утверждал, что Карл Густав неоднократно в молодости посещал ночные клубы и проводил время в компании женщин лёгкого поведения. В мае 2011 года Маркович заявил, что у него есть фотографии, сделанные в 1980-е годы и подтверждающие заявления касаемо Карла XVI, однако затем выяснилось, что представленные материалы — фотомонтаж. В 2012 году Беата Ханссон и Деане Раушер выпустили книгу «Милле Маркович: биография».

## Смерть
23 января 2014 года Маркович был убит: в его голову сделали четыре выстрела двое неизвестных в Ульвсунде, западном районе Стокгольма, рядом с домом Марковича. Шведская полиция нашла умиравшего Марковича за рулём автомобиля, но того уже нельзя было спасти. Спустя четыре месяца, в мае были арестованы трое человек по подозрению в убийстве Марковича. Позднее всех троих отпустили.